# 维克勒孔特
维克勒孔特（法語：Vic-le-Comte，法語發音：[vik lə kɔ̃t]）是法国多姆山省的一个市镇，位于该省南部，属于克莱蒙费朗区。

## 地理
维克勒孔特（45°38'35"N, 3°14'46"E）面积18.09 平方千米，位于法国奥弗涅-罗讷-阿尔卑斯大区多姆山省，该省份为法国中南部省份，北起阿列省接壤，东临卢瓦尔省，南至上盧瓦爾省和康塔爾省，西接科雷兹省和克勒兹省。
与维克勒孔特接壤的市镇（或旧市镇、城区）包括：圣莫里斯、欧特扎、科朗、拉普、莱马特尔德韦尔、蒙佩鲁、帕朗、皮尼奥尔、圣巴贝勒、伊龙德和比龙。

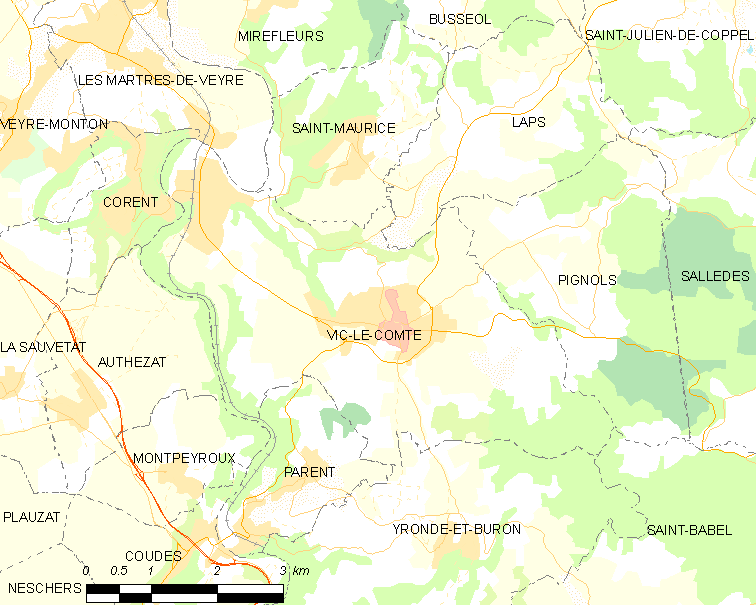
维克勒孔特的OSM定位图

维克勒孔特的时区为UTC+01:00、UTC+02:00（夏令时）。

## 行政
维克勒孔特的邮政编码为63270，INSEE市镇编码为63457。

## 政治
维克勒孔特所属的省级选区为维克勒孔特县。

## 人口

1962-2008年间维克勒孔特人口变化图示

维克勒孔特于2022年1月1日时的人口数量为5336人。